# Ladislao d'Aquino
Ladislao d'Aquino (né en 1543 à Naples, alors dans le royaume de Naples, et mort le 12 février 1621 à Rome) est un cardinal italien du début du XVIIe siècle.

## Biographie
Le pape Pie V convoque d'Aquino à Rome. Il est référendaire au tribunal suprême de la Signature apostolique. En 1581 d'Aquino est élu évêque de Venafro et en 1608-1613 il est nonce en Suisse. Il est nommé nonce en Savoie pour les affaires de Valtellina, mais il n'est pas reçu par le duc, parce qu'il serait sympathisant du parti espagnol. Il est nommé collecteur au Portugal, mais décline la nomination pour des raisons d'âge. D'Aquino est encore gouverneur de Pérouse.
Paul V le crée cardinal lors du consistoire du 19 septembre 1616. 
Le cardinal d'Aquino participe au conclave de 1621, lors duquel Grégoire XV est élu pape.

## Succession apostolique
Ladislao d'Aquino a ordonné les évêques suivants :
- Évêque Wilhelm Rinck von Baldenstein (de) (1609)
- Archevêque Paolo Emilio Santoro (1617)
- Évêque Paolo Filomarino (en), C.R. (1617)
- Évêque Marcello Pignatelli (en), C.R. (1617)
- Archevêque Girolamo de Franchis (en) (1617)
- Évêque Giovanni Agostino Gandolfo (1619)
- Évêque Fabrizio Suardi (en) (1619)
- Évêque Francesco Maria della Marra (1620)